# Соляний промисел Одіель
Соляний промисел Одіель — виробничий майданчик з видобутку хлориду натрію на півдні Іспанії, що знаходиться на правобережжі річки Одіель прямо навпроти міста Уельва. Офіційно відомий як Salinas del Odiel.
У 1973-му році компанія Energías e Industrias Aragonesas (EIASA), запустила в районі Уельви завод хімії хлору в промисловій зоні Палос-де-ла-Фронтера. З метою забезпечення його сировиною EIASA узялась за створення соляного промислу, який би постачав хлорид натрію для електролізного виробництва. Для його розміщення обрали один з Соляних островів, що формують західну сторону естуарію Уельва та відділяють його від моря. Промисел почав роботу в 1979-му, а в 1980-му звідси отримали перший врожай солі. Окрім заводу в Палос-де-ла-Фронтера, сіль постачалась на інший завод EIASA — на півночі Іспанії у Сабіньяніго.
У 2015-му році EIASA продала і завод хлору, і соляний промисел компанії Electrochemical Onubense (EQO), що виділила промисел в окремий бізнес, яким опікується компанія Salinas del Odiel.
У 1980-му промисел видав 60 тисяч тонн солі, а станом на кінець 2010-х тут продукували вже 140 тисяч тонн солі на рік. Близько 50 тисяч тонн може споживати завод хлору в Палос-де-ла-Фронтера. Водночас промисел став великим постачальником харчової морської солі.